# Hollywoodoo
A Hollywoodoo magyar könnyűzenei együttes. Hollywood's New Blood néven 1992-ben, Veszprémben alakult rockzenekar. Nevüket 1996-ban Hollywoodoo-ra változtatták, 2000-től székhelyüket Budapestre tették át. Zenei stílusukra a kilencvenes években funky és rap motívumokkal kevert rock volt a jellemző, hangzásvilágát kezdetben sajátossá tette a két énekessel, majd fúvósokkal és női vokálokkal kiegészült klasszikus felállás. Manapság sokkal erőteljesebb és keményebb zenét játszanak, továbbra is megőrizve eredetiségüket.

## A zenekar története 2011-ig
A kilencvenes évek veszprémi zenekarai közül hamar a legnépszerűbbé vált az együttes. Elismertségüket igényes zenéjüknek, dinamikus és közvetlen előadásmódjuknak köszönhették. Sikeresen szólították meg a közönség azon részét, akik a nyolcvanas évek "hajzenekarai" helyett zenei ízlésükben már a Red Hot Chili Peppers, a Faith No More vagy a Rage Against The Machine, stb. által kijelölt irányvonalat követték. A példaképek előtt koncerteken feldolgozásokkal is tisztelegtek. A Hollywood's New Blood rendre telt házas koncertet adott a helyi klubokban. 1995-től állandó vendége a Sziget fesztiválnak. 1996-ban egy pályázatot megnyerve (már Hollywoodoo néven) mint a legjobb veszprémi zenekar több koncertet is ad Veszprém testvérvárosában, a dániai Gladsaxe-ban. Az év őszén Láng Győző dobost Hohl Árpád váltja, Molnár Attila távozásával pedig egy énekes marad a zenekarban. A korábban időnként trombitással, ütőssel és billentyűssel kiegészült felállás ekkor módosul két állandó női vokalistával (Komáromi Kornélia, Molnár Anikó) és háromtagú fúvósszekcióval (Kronome Gergely - trombita, Szijjártó Attila - pozan, Berényi Szabolcs - szaxofon), akik a következő 2-3 évben színesítik a hangzást.
1997-ben a pécsi Teve Sound stúdióban rögzíti első lemezét, mely New Blood címen lát napvilágot a független Trottel Records gondozásában. A következő évben klip is készül, amit a kultikus veszprémi szórakozóhelyen, az Enyhe Fintor Klubban vesznek fel. A klipet egy ideig a Z+ zenecsatorna is játssza. Közben rendszeressé válik a zenekar "házibulija", amit nyaranta a Balaton-parti Örvényesen rendeznek meg, és ami a Hollywoodoo koncertje mellett mára sokrésztvevős fesztivállá nőtte ki magát. A vidéki koncertezés szintén rendszeressé válik a Hollywoodoo életében.
1999-ben magyar nyelvű demót készített az együttes. Céljuk lemezkiadó keresése. Az egyik legnagyobb magyarországi vállalat ígéretet tett az album megjelentetésére, de az utolsó pillanatban visszalép. A zenekarnak szembesülnie kell a ténnyel, hogy innen, ilyen körülmények között már nem tudnak tovább lépni. Közben kiszáll Balogh György basszusgitáros. Az ő helyét Árpi öccse, Szabolcs veszi át, aki év végéig marad a zenekarral. Szintén ekkor távozik Harangozó Botond (gitár) is. Ők nem akarnak Budapestre költözni, amely majd új fejezetet nyit a Hollywoodoo életében…
2000-ben mégis csak Budapest lett a székhelyük, mert a terveik megvalósításához ez tűnt a legjobb megoldásnak.
2001
Márciusban elkészítik első nagylemezüket a HSB stúdióban Hidasi Barna segítségével. Az Örvényes című dalt hónapokig játszotta a megboldogult Est FM. A lemez kiadására azonban mégsem került sor, mert a kiadó becsődölt. Szeptemberben átszerződtek a Warner-Magneoton kiadóhoz, akik ragaszkodtak a lemez újravételéhez a jobb hangminőség érdekében, így született meg aztán első album a Stabil Oldalfekvés 2002 tavaszán. A felvétel az Aquarium stúdióban készült Lakatos Gábor producer irányítása alatt. A zenekar arculata kezdett kialakulni, a hangzás és stílus egyre rockosabb lett. Kívánj tízet című számukat hetekig játszotta a Bridge rádió, a Viva toplistáját pedig két hétig vezette.
2002
Májusban Urbán Szabolcs ex-Est FM-es műsorvezető beszállt ritmusgitárosnak, ezzel kialakult hosszú évekig is érvényes ötös felállás.
2003
Miközben az Örvényes c. dalra készült animációs klipet elkezdte játszani a Viva, országos turnéra indultak a Bëlga és a Kimnowak társaságában (Estinvázió). Végigjátszották az összes valamirevaló nyári fesztivált, majd a Jó reggelt című dalukra klipet forgattak egy külvárosi színházban. Ősztől visszavonultak a próbaterembe, és az új számok írásával foglalták el magukat.
2004
Április végétől ismét stúdiózás, ezúttal a Parkplatz stúdióban. A felvételt Bodnár Péter készítette. Szeptemberben megjelent a második lemez, aminek címe: Karmolok, harapok. A címadó dalra videoklipet forgattak, amit a Viva tv rotációban játszott.
2005
Novemberben Rembeczki Gábor basszusgitáros beszáll Bodnár Péter időközben megüresedett helyére.
2006
Februárban összeállítottak egy dvd anyagot, ami egy 2005-ben, a Sziget fesztiválon rögzített koncertet, az eddigi videoklipjeiket, és verk jeleneteket tartalmaz. Márciusban elkezdték a harmadik nagylemez felvételeit, az album szeptemberben jelent meg AZISTENLÁBA címmel az EDGE records kiadásában.
2007
Januárban Geri megkapta a MÚOSZ (Magyar Újságírók Országos Szövetsége) által alapított Filmkritikusok díját mint legjobb férfi főszereplő, a Taxidermia c. filmben nyújtott teljesítményéért megosztva Czene Csabával és Marc Bischoffal. Márciusban menedzsmentet váltottak, és elkezdték a közös munkát a MusicMagic-el és Kémeri Péterrel.
Májusban összehoztak egy elektro-akusztikus programot aminek a hollywoodoo light nevet adták. Júniusban a márianosztrai fegyintézetben klipet és dokumentumfilmet forgattak a webcsatorna segítségével. Júliusban nagy sikerrel debütált az unplugged műsor a VOLT fesztiválon . Még ebben a hónapban megnyerték a VoxCar díjat a Taxidermia c. filmben elhangzó “Erdő” c. számukkal a legjobb Magyar betétdal kategóriában. Szeptember elején a Taxidermiát jelöli a Magyar bizottság a 2008-as Oscar díjra. Szeptember 12-én kész lett, és felkerült az oldalra a márianosztrai dokumentumfilm forgatás részleteiből összeollózott videoklip Azistenlába c. számukhoz.
2008
A fesztiválszezon nagy részében a light felállással bizonyította a zenekar, hogy nemcsak a hangerő számít. A nagy nézőszám és a jó hangulat vezérelte az új koncertanyag felvételét. Erre lehetőséget kaptak az MR2-Petőfi Rádió Akusztik című műsorában. A rádió történetében ez volt az első ilyen jellegű adás, mely a jó hangulatnak köszönhetően mára már rendszeres heti műsorrá nőtte ki magát. A közönség nyomásának engedve 2008 őszén a zenekar rögzítette  Light albumát stúdió körülmények között.
2009
Az új lemezhez, kiadóként, az 1G szerződött. Tavasszal elkészült az új dizájn, a gyártás és egy nyári – őszi turné keretében megkezdődött az új anyag népszerűsítése. A fesztiválokon a jelentős nézőszám növekedés és a hangulat mindinkább bizonyítja, hogy az emberek vevők arra a zenei humorra és kötetlenségre, melyet a zenekar követni kíván.
2010
A zenekar több tagja is apuka lett, ezért a figyelem a család és magánélet felé fordult. A háttérben azonban új Hollywoodoo dalok születtek melyeket a zenekar stúdióban rögzített is.
2011
Év elején felvették a Vörös az ég alja című számot. A háttérben komoly dalírás zajlott és összeszoktak új trombitásukkal Szakács Tiborral. Nyár végén újra stúdiózni kezdtek és Bodnár Péter vezényletével a Kazoo stúdióban elkészült még 4 új dal. Szeptemberben szereplőválogatás következett és Declan Hannigan rendezésében Szőke András vendégszereplésével forgatták új klipjüket, a novemberben megjelenő EP címadó dalára, az Érzések boltjára. Októberben Geri egy gyomor bypass műtéten esett át, ennek köszönhetően jelentősen átalakult a fizimiskája. Novemberben megjelent az Érzések boltja EP, amit lemezmegmutató koncertkörút követ, átvezetve a zenekart és közönségét a következő évbe.

## A zenekar jelenlegi tagjai
- Trócsányi Gergely (ének)
- Nirnsee Krisztián (szólógitár, vokál)
- Hohl Árpád (dob, vokál)
- Harangozó Botond (ritmusgitár)
- Cseh Balázs (basszusgitár)
- Szakács Tibor (trombita)

## Diszkográfia
- 1993 Colours and Dance (Hollywood's New Blood néven)
- 1997 New Blood (Trottel Records)
- 2001 Örvényes EP (Raptor Records)
- 2002 Stabil oldalfekvés (Warner Magneoton)
- 2004 Kívánj tízet! EP (Warner Magneoton)
- 2004 Karmolok, harapok (Warner Magneoton)
- 2006 Azistenlába (EDGE)
- 2009 Light (1G RECORDS)
- 2011 Érzések boltja EP (szerzői)
- 2017 Végre

## Külső hivatkozások
- A zenekar weboldala Archiválva 2007. augusztus 6-i dátummal a Wayback Machine-ben
- Hollywoodoo a last.fm-en
- Hollywoodoo a Youtube-on
- Hollywoodoo a Facebookon